# Марицеја Мика (Сучава)
Марицеја Мика (рум. Mărițeia Mică) насеље је у Румунији у округу Сучава у општини Дарманешти. Oпштина се налази на надморској висини од 391 m.

## Становништво
Према подацима из 2002. године у насељу је живело 227 становника.

### Попис2002.
| Расподела становништва по националности 2002.‍ | Расподела становништва по националности 2002.‍ | Расподела становништва по националности 2002.‍ | Расподела становништва по националности 2002.‍ | Расподела становништва по националности 2002.‍ |
| --------------------------------------------- | --------------------------------------------- | --------------------------------------------- | --------------------------------------------- | --------------------------------------------- |
|                                               |                                               |                                               |                                               |                                               |
| Румуни                                        | Румуни                                        |                                               | 110                                           | 48,5%                                         |
| Украјинци                                     | Украјинци                                     |                                               | 117                                           | 51,5%                                         |